# Melanophryniscus langonei
Espèce
Statut de conservation UICN

 CR B2ab(iii) : 
En danger critique
Melanophryniscus langonei est une espèce d'amphibiens de la famille des Bufonidae.

## Répartition
Cette espèce est endémique du département de Rivera en Uruguay. Elle se rencontre de 190 à 230 m d'altitude. 
Sa présence est incertaine dans l'État du Rio Grande do Sul au Brésil.

## Description
Melanophryniscus langonei mesure de 20,49 à 21,52 mm.

## Étymologie
Cette espèce est nommée en l'honneur de José Antonio Langone Fernández.

## Publication originale
- Maneyro, Naya & Baldo, 2008 : A new species of Melanophryniscus (Anura, Bufonidae) from Uruguay. Iheringia, Série Zoologia, vol. 98, no 2, p. 189-192 (texte intégral).